# Parahu
Parahu is een bestuurslaag in het regentschap Tangerang van de provincie Banten, Indonesië. Parahu telt 12.339 inwoners (volkstelling 2010).